# Stalin Quiterio
Quiterio  Cuello est un nom espagnol. Le premier nom de famille, en général paternel, est Quiterio ; le second, en général maternel, souvent omis, est Cuello.
Stalin Quiterio Cuello, né le 1er juin 1984 à San Juan de la Maguana, est un coureur cycliste dominicain.

## Biographie
Stalin Quiterio est originaire de la ville de San Juan de la Maguana. En octobre 2006, il obtient son premier titre majeur en devenant champion de République dominicaine sur route. En 2008, il gagne l’étape inaugurale de la Copa Cero de Oro, épreuve par étapes du calendrier national dominicain. Par la suite, il commence à concourir quelques critériums aux États-Unis.
Depuis 2014, il court aux États-Unis dans l'équipe Dave Jordan Racing. Avec elle, il est notamment troisième du Tour de Somerville en 2015. En 2016, il termine sixième du championnat de République dominicaine.

## Palmarès et résultats

### Par année
- 2004
  - 3e du championnat de République dominicaine sur route espoirs
- 2006
  -  Champion de République dominicaine sur route
- 2009
  - Pre-Vuelta Independencia :
    - Classement général
    - 5e étape
- 2014
  - Tour de Fort Lee[5]
  - 2e de la Harlem Skyscraper Classic
- 2015
  - 3e du Tour de Somerville
- 2016
  - Lucarelli & Castaldi Cup[6]
- 2017
  - Lucarelli & Castaldi Cup[7]
- 2019
  - 1re épreuve de la Lucarelli & Castaldi Cup[8]

### Classements mondiaux
| Année            | 2016 |
| ---------------- | ---- |
| UCI America Tour | 414e |